# Хорна Стрехова
Хорна Стрехова (слч. Horná Strehová) насељено је мјесто са административним статусом сеоске општине (слч. obec) у округу Вељки Кртиш, у Банскобистричком крају, Словачка Република.

## Становништво
| Година:    | 1994. | 2004.   | 2014.    | 2024.    |
| ---------- | ----- | ------- | -------- | -------- |
| Број људи: | 181   | 195     | 172      | 144      |
| Разлика:   |       | +7,73 % | -11,79 % | -16,27 % |

| Година:    | 2023. | 2024. |
| ---------- | ----- | ----- |
| Број људи: | 144   | 144   |
| Разлика:   |       | +0 %  |

Према подацима о броју становника из 2024. године насеље је имало 144 становника.